# 日産・VR38DETT
日産・VR38DETTは、日産自動車が製造する過給機搭載型フラッグシップモデルのV型6気筒ガソリンエンジンである。排気量は3,799cc、バルブ数は24バルブで、2基のターボチャージャーで過給されるツインターボ仕様である。

## 概要
2007年10月に発表されたR35型GT-R専用に完全新設計された。当初のスペックは最高出力480PS、最大トルク60.0kgf·mであったが、2011年モデルで500PSを越え、2016年には570PSに達した。NISMO仕様のスペックは最高出力600PS、最大トルク66.5kgf·mであり、こちらはデビュー当初から変わらない。
それまでスカイラインGT-RではS20、RB26DETTの直列6気筒エンジンを伝統的に搭載していたが、世界最高レベルの動力性能とするためには60kgf·m以上の最大トルクとエンジンの軽量化が必要であると判断されたため、GT-Rとしては歴代初のV型エンジンとなった。

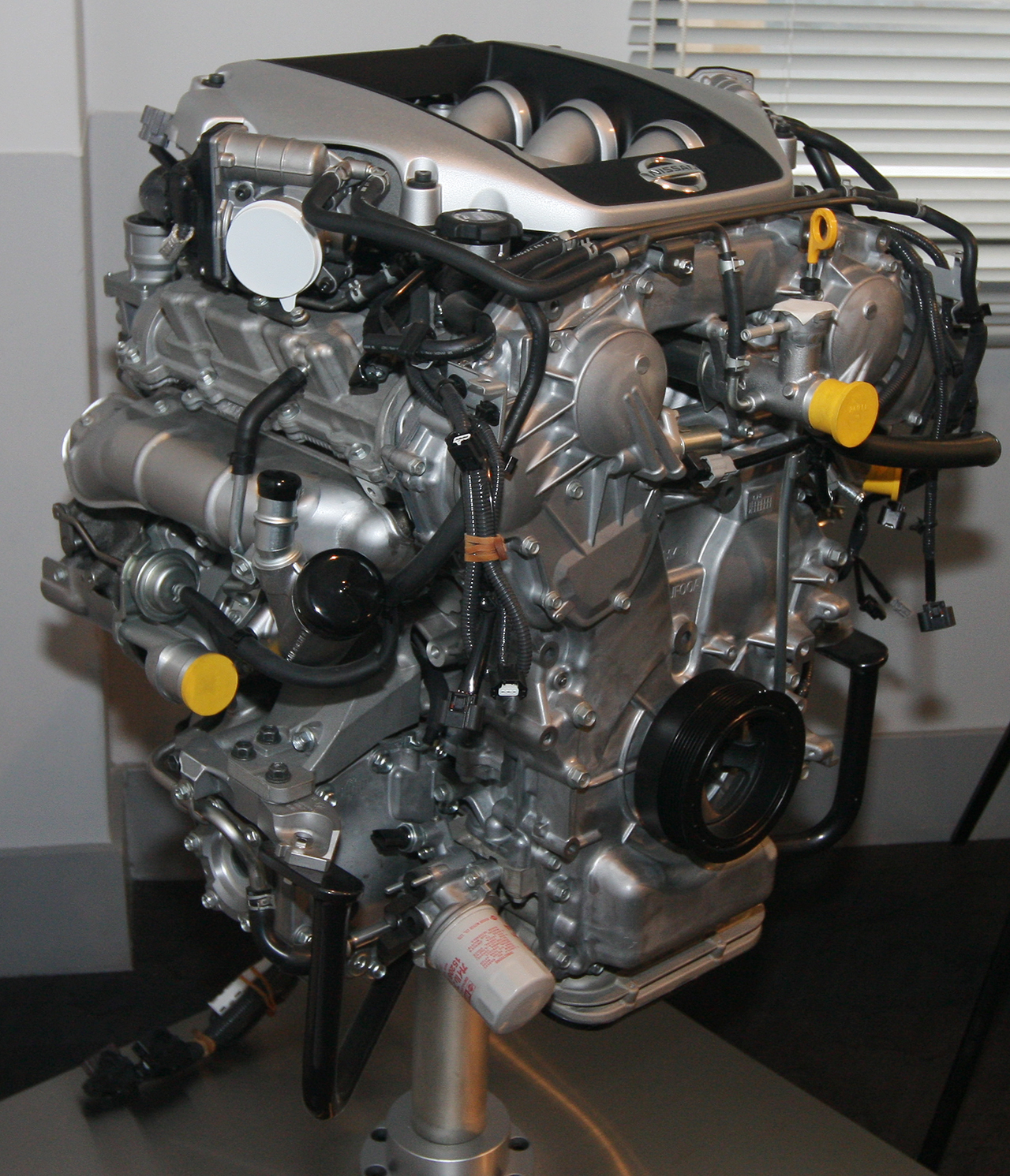
生産初期の黒ヘッド

シリンダーブロックは、RB26DETTの鋳鉄製から金型成型のアルミニウム鋳造製に変更して重量を抑えた。また高出力時の剛性を確保するためVQエンジンのオープンデッキではなく、クローズドデッキを採用した。また、低炭素鋼をプラズマ溶射でコーティングしたライナーレス構造を採用し、ボア間温度を約40℃程度下げ、約3kgの軽量化を実現させている。ライナーを持つ構造の場合はその厚みが数mmとなるが、プラズマコーティングはわずか約0.2mmの皮膜しか持たない。それにより熱効率も向上し、高出力エンジンでありながら良好な燃費を達成した。
シリンダーヘッドは、ペントルーフ型の燃焼室に4つのバルブ（吸気2、排気2）を備え、吸気側のカムシャフトには可変バルブタイミング機構が組み込まれる。日産VQ型エンジンで採用される可変バルブリフトや排気側の可変バルブタイミング機構は備わらず、コンベンショナルな形式がとられている。なお2012年モデルから出力増加等の影響で燃焼温度が上がったため、エキゾーストバルブにRB26DETTで採用されていたナトリウムが封入された。
ターボチャージャーは、IHIと共同開発したエキゾーストマニホールドとタービンハウジングとが一体化され、これにより排気効率を上げるインテグレーテッドターボが採用されている。
高い横Gのかかる状態でも問題なくオイルの潤滑を行うために、ラテラルウェット&ドライサンプ方式を取り入れている。冷却系の多層式ラジエーター、ツインインタークーラーともに、サーキット連続走行、300km/h走行が可能な容量を持っている。
ハイパワーターボエンジンとしては珍しく、全域でA/Fセンサーからのフィードバック制御を実施している。一般的な過給エンジンは高負荷領域ではフィードバック制御を行わずに、安全率を見込んだ多めの燃料を噴射するのに対し、必要な量だけを計算して噴射することにより高負荷域で約5%燃費を向上させた。エンジントルクがおおむね40kgf·mまでの通常走行時は理論空燃比燃焼で巡航運転でき、6速ギアで200km/h巡航を行う場合も理論空燃比での燃焼が可能である。
排気ガス対策は、2次エアシステムと左右併せて4つの触媒で対応している。GT-Rはトランスアクスルを採用しているため、エンジン直後に無理なく触媒を配置できた。これにより、「平成17年基準排出ガス50%低減レベル（☆☆☆）」を達成している。なお、2011年モデルでは超低貴金属触媒やマイコン搭載のECM（Engine Control Module）の採用により「平成17年基準排出ガス75%低減レベル（☆☆☆☆）」達成となった。
組み立ては神奈川県横浜市神奈川区にある横浜工場で行われ、通常の流れ作業ではなく、「匠」と呼ばれる職工がクリーンルームで1基ずつ手作業で組み立てている。また量産車では珍しく品質検査も抜き取りではなく全数に対して行われ、定格性能未達の個体は出荷されず再組み立てとなる。このようにして組み上げられたVR38は、搭載した完成車両と共に更に全機慣らし運転が行われ、問題がなければ出荷となる。ヘッドカバー部分には、そのエンジンを担当した「匠」の銘入りネームプレートが張り付けられる。
使用燃料は無鉛プレミアムガソリン専用で、日産で販売されている他のプレミアムガソリン仕様の車種とは異なり超高性能エンジンの為、無鉛レギュラーガソリンの使用は厳禁となっており、「無鉛プレミアムガソリンが入手出来無い場合はレギュラーガソリンも使用可能」の旨の表示は一切無い。その為、無鉛レギュラーガソリンを給油するとエンジンが故障したり車両火災の原因にもなる。プラズマコーティングボアを採用した高出力エンジンであるため、エンジンオイルもメーカー指定品であるモービル1とサーキット走行が多いユーザー向けにオプション設定がされているモチュール製NISMO COMPETITION OIL type 2193E（5W-40）以外のエンジンオイルを使用した場合は、保証対象外とされている。

## GT-R以外での採用例
本来GT-R専用エンジンとされるVR38DETTだが、実際には他車種への搭載例もいくつかある。

### モータースポーツ
2017年 - 2019年にかけて、ウェザーテック・スポーツカー選手権のDPiクラスに参戦する、日産 DPiに本エンジン（GT-RのFIA GT3仕様と同一のもの）が搭載された（詳細はリジェ・JS P217#リジェ・日産 DPiを参照）。また、2015年から開催されていたルノー・スポールのワンメイクレース用レースカー（後にGT3規格版も登場）の R.S.01にも搭載されていた。
2024年からSUPER GT・GT300クラスにGAINERが独自開発し投入する、日産・フェアレディZ(RZ34)にVR38DETTが搭載される。
市販車に対してユーザーがエンジンスワップで換装することもある。D1 GRAND PRIXでは、2017年から植尾勝浩がVR38DETTを搭載したS15型シルビアで出場しており、エンジンスワップにホリンジャーの組合わせでマニュアル化している。

### その他
2012年に欧州日産がジュークにVR38DETTを搭載した「ジュークR」をごく少数生産・販売している。
2015年には同じく欧州日産が「ジュークR 2.0コンセプト」をグッドウッド・フェスティバル・オブ・スピード公開し、ごく少数生産・販売している。
2018年の東京オートサロンには、トヨタ・ハイエース（TRH200V）にVR38DETTを搭載したカスタムカー「ビタボン号」が出展された。トランスミッションはGT-R純正のDCTではなく、ハイエース純正の5速MTを流用している。
2022年にチェコの自動車メーカー・プラガが発表したハイパーカー「ボヘマ」には、VR38DETTを独自にチューンアップし、最高出力700馬力を発揮する「PL38DETT」が搭載されている。

## スペック表
| ロードカー                    | ロードカー               | ロードカー                     | ロードカー                                    |
| 搭載車種                      | 最高出力 (kW (PS) / rpm) | 最大トルク (N·m (kgf·m) / rpm) | 製造期間                                      |
| ----------------------------- | ------------------------ | ------------------------------ | --------------------------------------------- |
| 日産・GT-R                    | 353 (480) / 6,400        | 588 (60.0) / 3,200 - 5,200     | 2007年12月 - 2008年12月                       |
| 日産・GT-R                    | 357 (485) / 6,400        | 588 (60.0) / 3,200 - 5,200     | 2008年12月 - 2010年11月                       |
| 日産・GT-R                    | 389 (529) / 6,400        | 612 (62.4) / 3,200 - 6,000     | 2010年11月 - 2011年11月                       |
| 日産・GT-R                    | 404 (549) / 6,800        | 632 (64.4) / 3,300 - 5,800     | 2011年11月 - 2016年7月                        |
| 日産・GT-R                    | 419 (570) / 6,800        | 637 (65.0) / 3,300 - 5,800     | 2016年7月 -                                   |
| 日産・GT-R                    | 441 (600) / 6,800        | 652 (66.5) / 3,600 - 5,600     | 2013年12月 - (NISMO)                          |
| 日産・GT-R                    | 530 (721) / 7,100        | 780 (79.5) / 3,600 - 5,600     | 2018年12月 - 2022年6月 (GT-R50 by Italdesign) |
| プラガ・ボヘマ (PL38DETT)     | 522 (710) / 6,800        | 725 (73.9) / 3,000 - 6,000     | 2024年1月 -                                   |
| 試作車・コンセプトカー        |                          |                                |                                               |
| 搭載車種                      | 最高出力 (kW (PS) / rpm) | 最大トルク (N·m (kgf·m) / rpm) | 製造期間                                      |
| 日産・ジュークR               | 362 (492) / 6,400        | 588 (60.0) / 3,200             | 2012年5月                                     |
| 日産・ジュークR               | 441 (600) / 6,800        | 652 (66.5) / 3,600 - 5,600     | 2015年6月 (ジュークR 2.0)                     |
| インフィニティ・Q50 Eau Rouge | 418 (568)                | 600 (61.2)                     | 2014年                                        |
| レーシングカー                |                          |                                |                                               |
| 搭載車種                      | 最高出力 (kW (PS) / rpm) | 最大トルク (N·m (kgf·m) / rpm) | 参戦期間                                      |
| 日産・GT-R NISMO GT3          | 405 (551)以上 / 6,500    | 637 (65.0)以上 / 5,000         | 2018年 - 2023年                               |
| リジェ・日産 DPi              | 441 (600)以上            | 670 (68.3)以上                 | 2017年 - 2019年                               |
| ルノー・スポール・R.S.01      | 406 (552)                | 600 (61.2)以上                 | 2016年 -                                      |